# Club Deportivo Mensajero
Maillots
Actualités
Le Club Deportivo Mensajero est un club espagnol basé à Santa Cruz de la Palma aux Îles Canaries.
Il joue ses matchs à domicile au Stade Silvestre Carrillo qui contient 4 000 spectateurs.

## Histoire
Le club évolue en Segunda División B (troisième division), de 1992 à 2002, puis à compter de 2015.
Il réalise sa meilleure performance en Segunda División B lors de la saison 1994-1995, où il se classe 2e du Groupe I. Cela lui permet de participer aux playoffs pour la montée en Segunda División (deuxième division). Avec un bilan de deux victoires, un nul et trois défaites en playoffs, il n'obtient pas la promotion en deuxième division.

## Saison par saison
| Saison    | Division              | Place | Copa del Rey  |
| --------- | --------------------- | ----- | ------------- |
| 1975-1976 | Reg. Pref.            | 12e   |               |
| 1976-1977 | Regional 1            | 12e   |               |
| 1977-1978 | Regional 2            | 2e    |               |
| 1978-1979 | Regional 1            | 12e   |               |
| 1979-1980 | Regional 1            | 1er   |               |
| 1980-1981 | Reg. Pref.            | 2e    |               |
| 1981-1982 | Tercera División      | 18e   |               |
| 1982-1983 | Reg. Pref.            | 2e    |               |
| 1983-1984 | Tercera División      | 2e    |               |
| 1984-1985 | Tercera División      | 1er   | 1er tour      |
| 1985-1986 | Tercera División      | 3e    | 3e tour       |
| 1986-1987 | Tercera División      | 5e    | 2e tour       |
| 1987-1988 | Tercera División      | 6e    | 2e tour       |
| 1988-1989 | Tercera División      | 7e    |               |
| 1989-1990 | Tercera División      | 12e   |               |
| 1990-1991 | Tercera División      | 2e    |               |
| 1991-1992 | Tercera División      | 2e    | 2e tour       |
| 1992-1993 | Segunda División B    | 11e   | 2e tour       |
| 1993-1994 | Segunda División B    | 9e    | 3e tour       |
| 1994-1995 | Segunda División B    | 2e    | 3e tour       |
| 1995-1996 | Segunda División B    | 7e    | 1er tour      |
| 1996-1997 | Segunda División B    | 8e    | 1er tour      |
| 1997-1998 | Segunda División B    | 16e   |               |
| 1998-1999 | Segunda División B    | 6e    |               |
| 1999-2000 | Segunda División B    | 4e    |               |
| 2000-2001 | Segunda División B    | 10e   | 64e de finale |
| 2001-2002 | Segunda División B    | 20e   |               |
| 2002-2003 | Tercera División      | 11e   |               |
| 2003-2004 | Tercera División      | 16e   |               |
| 2004-2005 | Tercera División      | 11e   |               |
| 2005-2006 | Tercera División      | 19e   |               |
| 2006-2007 | Reg. Pref.            | 8e    |               |
| 2007-2008 | Reg. Pref.            | 2e    |               |
| 2008-2009 | Tercera División      | 4e    |               |
| 2009-2010 | Tercera División      | 5e    |               |
| 2010-2011 | Tercera División      | 13e   |               |
| 2011-2012 | Tercera División      | 13e   |               |
| 2012-2013 | Tercera División      | 5e    |               |
| 2013-2014 | Tercera División      | 3e    |               |
| 2014-2015 | Tercera División      | 1er   |               |
| 2015-2016 | Segunda División B    | 13e   | 2e tour       |
| 2016-2017 | Segunda División B    | 17e   |               |
| 2017-2018 | Tercera División      | 2e    |               |
| 2018-2019 | Tercera División      | 2e    | 1er tour      |
| 2019-2020 | Tercera División      | 12e   | 2e tour       |
| 2020-2021 | Tercera División      | 1er   |               |
| 2021-2022 | Segunda División RFEF | 14e   |               |
| 2022-2023 | Tercera Federación    |       |               |

- 12 saisons en Segunda División B (D3)
- 26 saisons en Tercera División puis en Segunda División RFEF (D4)
- 1 saison en Tercera Federación (D5)